# Getto w Bielsku Podlaskim

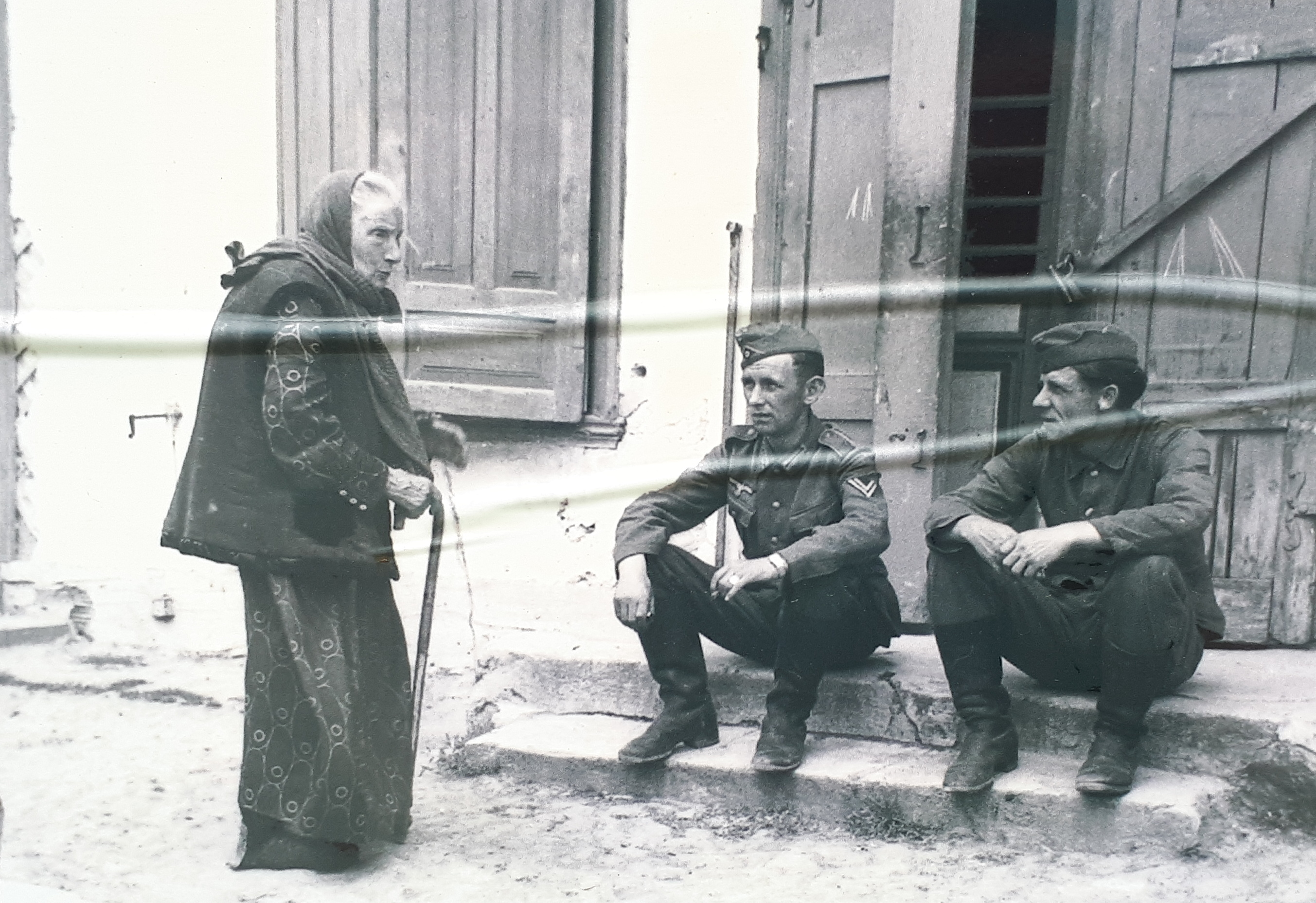
Żydówka stojąca i żołnierze niemieccy w getcie

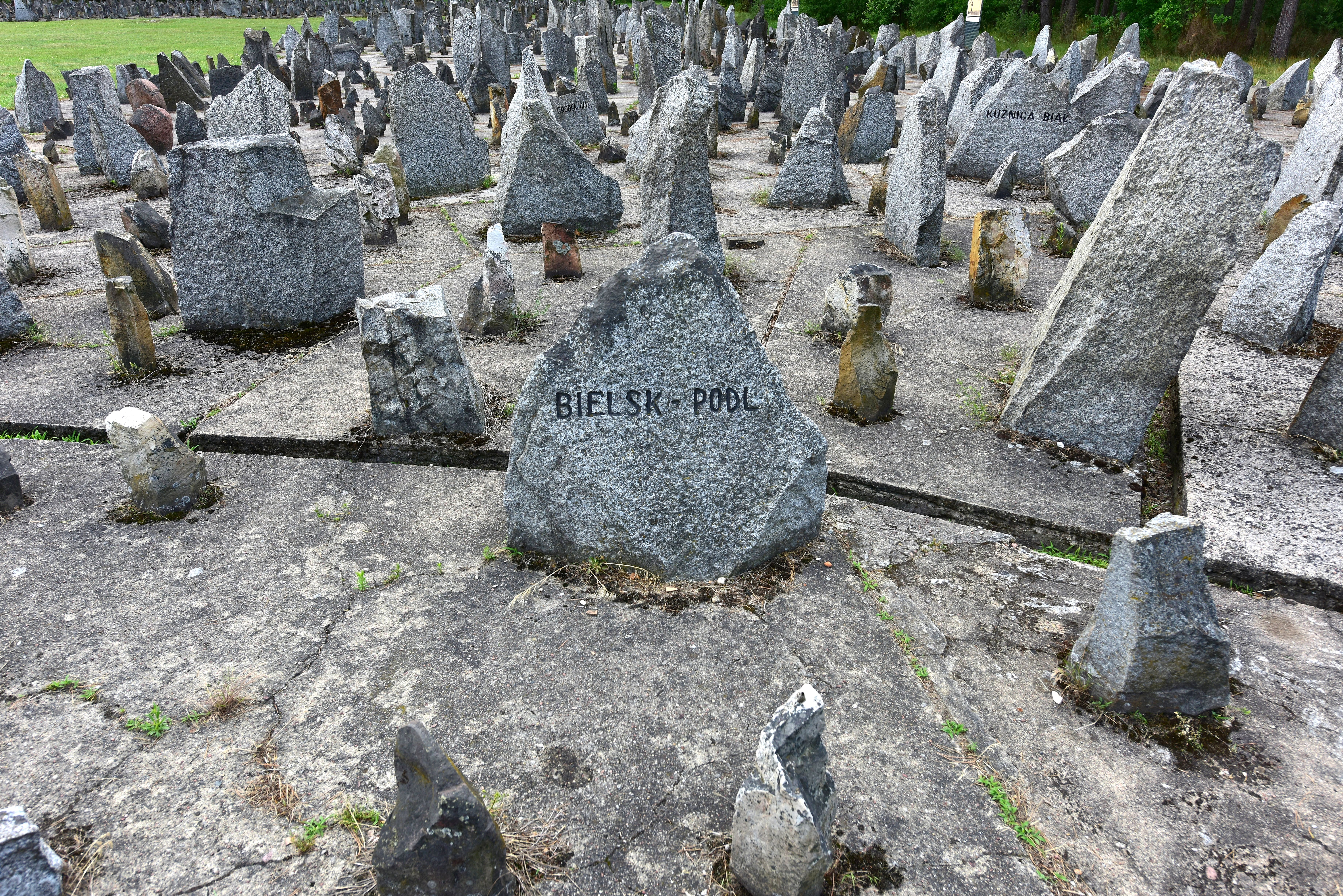
Pomnik Ofiar Obozu Zagłady w Treblince. Kamień upamiętniający Żydów z Bielska Podlaskiego

Getto w Bielsku Podlaskim – getto żydowskie utworzone przez Niemców w Bielsku Podlaskim w sierpniu 1941. 

## Opis
W getcie zamknięto około 5–6 tys. żydowskich mieszkańców Bielska i okolicznych miejscowości, m.in. Narwi i Orli. Obejmowało dużą część centrum miasta, położoną między dzisiejszymi Granice getta wyznaczały  ulice: Mickiewicza (od Kopernika do Widowskiej), Widowska do Jagiellońskiej, Bóżnicza zwana Żydowską (dzisiaj Kazimierzowska), Wąska (nie istnieje) oraz Jagiellońska i Dubicze. Przy Kazimierzowskiej znajdowała się główna brama. Getto otoczone zostało trzymetrowym drewnianym ogrodzeniem z drutem kolczastym. Ogrodzenie musieli wybudować sami Żydzi. Gdy zabrakło drewna, musieli użyć własnych mebli. Świadkowie powstania i likwidacji getta oraz traktowania Żydów w getcie pisali o tym, co widzieli. Są wśród nich Sonia Gleicher, Henoch Piasek i Meir Peker. 
W połowie lipca 1941 roku powstał Judenrat, na czele którego stanął Szlomo Epstein, oraz policję żydowską, którą dowodził Żyd z Orli Wajnsztajn. 
Niemcy wydali rozporządzenie, by zebrano wszystkie tałesy, sejfer-tory i inne religijne księgi, a następnie nakazali by Żydzi sami je spalili. Wszystkim Żydom kazali ściąć brody. Zakazali modlić się. 
Ogółem przez getto przeszło 15 tys. osób. Pracowali oni w warsztatach stolarskich, przy wydobywaniu torfu, wyrębie drzew oraz byli zatrudniani do robót porządkowych na terenie miasta.
W dniach 2–11 listopada 1942 roku getto zostało zlikwidowane. Część Żydów wywieziono w transportach po 1000 osób do getta w Białymstoku i do obozu zagłady w Treblince. Podczas akcji Niemcy dokonywali licznych, doraźnych egzekucji. 100 osób, głównie starszych i niedołężnych, rozstrzelano przy ul. Jagiellońskiej.
Akcją likwidacji getta kierował Waldemar Macholl, skierowano tu specjalnych pełnomocników, oficerów SS – Erdbrueggera i Ennulata. 
W mieście pozostawiono 48 lub 49 szewców z rodzinami. W styczniu 1943 roku zostali oni przesiedleni do Pietraszy pod Białymstokiem. W lutym kobiety i dzieci wywieziono do Treblinki, a samych rzemieślników stopniowo wywożono do obozu w Auschwitz i na Majdanek.
Bielscy Żydzi zostali upamiętnieni jednym z kamieni z nazwą miasta, stanowiącym element pomnika Ofiar Obozu Zagłady w Treblince.
Część ocalałych Żydów po wojnie powróciła do miasta. W 1946 roku mieszkało tu ponad 100 osób narodowości żydowskiej. Część z nich spisało wspomnienia, które weszły do „Księgi Pamięci Żydów z Bielska Podlaskiego zgładzonych w czasie Holocaustu 1939-1945”, wydanej w 1975 r. w Tel Awiwie.
Społeczność żydowską w mieście upamiętniono pomnikiem z fragmentami odnalezionych macew, ufundowany w 2019 roku przez Fundację Ochrony Dziedzictwa Ziemi Bielskiej przy cmentarzu żydowskim na ul. Brańskiej oraz tablicą pamiątkowa przy ul. Kazimierzowskiej, postawioną w 2010 roku staraniem Stowarzyszenia „Muzeum Małej Ojczyzny w Studziwodach” w 2010 roku. Tablica stanęła w miejscu, gdzie dawniej znajdowała się brama do getta. Od 2017 r. niewielki placyk przed pływalnią nosi też nazwę Placu Pamięci Żydów Bielskich.